# Rapid Landscape
Rapid Landscape – obiektyw fotograficzny zaprojektowany w 1864 przez Johna Dallmeyera. Składał się z trzech klejonych ze sobą soczewek o ogólnym kształcie wypukło-wklęsłym, apertura umieszczona była przed soczewką.
Pod względem konstrukcji i osiągów był to dość typowy tzw. „obiektyw pejzażowy” ze swojej epoki, jednak był nieco jaśniejszy od używanych wówczas obiektywów typu francuskiego i angielskiego (typowa przesłona f/16) z przesłoną wynoszącą f/10–11. Pole widzenia obiektywu wynosiło ok. 60°.
Nazwa obiektywu w języku angielskim oddaje właśnie jego większą jasność (w języku angielskim jasność obiektywu jest określana jako jego „szybkość”, stąd rapid – prędki, szybki).
W 1880 Dallmeyer zaprojektował drugą wersję tego obiektywu znaną jako Rapid Landscape Long Focus z mniejszym kątem widzenia (dłuższą ogniskową), ale tą samą minimalną przysłoną. Dalsze prace nad poprawieniem osiągów obiektywu doprowadziły do powstania znacznie lepszego Rapid Rectilinear w 1866 r.